# Sobanga
Sobanga és un gènere monotípic d'arnes de la família Crambidae. La seva única espècie, Sobanga rutilalis, que es troba al Brasil.